# Taşkent
Taşkent ist eine Stadtgemeinde (Belediye) im gleichnamigen Ilçe (Landkreis) der Provinz Konya in der türkischen Region Zentralanatolien und gleichzeitig ein Stadtbezirk der 1986 gebildeten Büyükşehir belediyesi Konya (Großstadtgemeinde/Metropolprovinz). Seit der Gebietsreform 2013 ist die Gemeinde flächen- und einwohnermäßig identisch mit dem Landkreis. Die im Stadtlogo manifestierte Jahreszahl (1912) dürfte ein Hinweis auf das Jahr der Erhebung zur Stadtgemeinde (Belediye) sein.

## Geografie
Der Landkreis/Stadtbezirk liegt im äußersten Süden der Provinz. Er grenzt im Westen und Norden an Hadim, im Osten und Süden an die Provinz Karaman und im Südwesten an die Provinz Antalya. Durch Taşkent führt die Fernstraße D 340, die Seydişehir im Norden mit Mut im Südosten verbindet. Im Süden des bergigen Kreises liegt der Bozdağ Tepesi mit 2.133 Metern. Im Südosten entspringt der Fluss Balcılar Çayı, der nach Nordwesten den Landkreis durchquert und weiter nördlich in den Göksu mündet.

## Verwaltung
Ebenso wie fünf andere Kreise der Provinz wurde der Kreis durch das Gesetz 3392 im Jahre 1987 gebildet. Bis dahin war er ein Bucak im Landkreis Hadim und bestand aus den vier Belediye Afşar, Balcılar, Çetmi und Taşkent sowie sechs Dörfern (Census 1985: 25.289 Einw.).
Der Kreis bestand (bis) Ende 2012 aus den obigen Stadtgemeinden (Belediye) zzgl. der Belediye Boley und 3 Dörfern (Köy). Während der Verwaltungsreform 2013/2014 wurden die Dörfer in Mahalle (Stadtviertel/Ortsteile) überführt, gleichfalls wurden zehn die Mahalle der anderen vier Belediye vereint und zu je einem Mahalle reduziert. Die vier existierenden Mahalle der Kreisstadt blieben unverändert bestehen. Durch Herabstufung zu Mahalle sank deren Zahl auf elf. den Mahalle steht ein Muhtar als oberster Beamter vor.
Ende 2020 lebten durchschnittlich 400 Menschen in jedem Mahalle, 619 Einw. im bevölkerungsreichsten (Balcılar Yukarı Mah.).

## Persönlichkeiten
- Ahmet Davutoğlu (* 1959), türkischer Politologe, Politiker und Ministerpräsident